# Isola Cornwallis (Nunavut)
Cornwallis è un'isola del Canada dell'arcipelago delle Isole Regina Elisabetta situate nell'Arcipelago artico canadese nel territorio del Nunavut.
È localizzata a ovest dell'isola di Devon e misura una larghezza massima di 110 km. Possiede una superficie di 6.995 km² il che la pone come al 96º posto tra le isole più grandi del mondo, e al 21° tra le isole canadesi. Il canale di Wallington la separa dall'isola di Devon e tramite il canale di Perry (stretto di Barrow) dall'isola di Somerset a sud. A ovest è situata l'isola di Bathurst.
Il villaggio principale è Resolute, nella parte meridionale dell'isola.
L'isola fu scoperta da Sir William Edward Parry nel 1819, e nominata in onore dell'ammiraglio della Royal Navy britannica Sir William Cornwallis.